# Sterrhochaeta viriditincta
Sterrhochaeta viriditincta är en fjärilsart som beskrevs av Rothschild 1915. Sterrhochaeta viriditincta ingår i släktet Sterrhochaeta och familjen mätare. Inga underarter finns listade i Catalogue of Life.